# Отличный гамбургер
«Отличный гамбургер» (англ. Good Burger) — американская комедия Брайана Роббинса 1997 года. Фильм основан на одноимённом скетче из шоу Nickelodeon «Всякая всячина».
Постепенно фильм приобрёл культовый статус. В 2023 году на Paramount+ вышло продолжение под названием «Отличный гамбургер 2».

## Сюжет
В начале летних каникул старшеклассник Декстер Рид попадает в ДТП на маминой машине. Он сталкивается с машиной своего учителя мистера Уита. У Декстера нет прав, и учитель идёт ему на встречу, отказываясь вызывать полицию, но Декстеру придётся оплатить ремонт машины мистера Уита. Предварительная сумма составляет 1900 долларов, которая позже превратится в 2500. Попутно Декстер должен отремонтировать и мамину машину. Ему ничего не остается, как найти себе работу на лето.
Декстер пытается устроиться в новую забегаловку «Мондо гамбургер», но не находит там общий язык с начальством. В итоге он попадает на работу в забегаловку «Отличный гамбургер», расположенную напротив. Там он заводит дружбу с недалёким, но добродушным кассиром Эдом. Позже он понимает, что именно Эд является причиной его проблем. Это Эд выскочил на дорогу перед его машиной и вызвал то злополучное ДТП.
Только что открывшийся «Мондо гамбургер» переманивает к себе всех клиентов в округе. Цена их гамбургеров такая же, как и в «Отличном гамбургере», но мяса они кладут в два раза больше. Эд на обед приносит с собой на работу из дома соус собственного приготовления. Декстер подмечает, что этот соус очень вкусный и предлагает добавлять его в их гамбургеры. Этот план срабатывает, и клиенты снова наводняют кафе. За соус Эду начинают доплачивать, но Декстер подсовывает ему договор, по которому Эд получает только 20 % от надбавки, а остальное забирает себе Декстер.
В «Мондо гамбургере» обеспокоены новым соусом у конкурентов. Сначала они хотят переманить к себе самого Эда, а когда это не удаётся, отправляют к нему Роксану, чтобы та выведала рецепт. Эд и Декстер отправляются на двойное свидание. Эд идёт с Роксаной, а Декстер с коллегой по работе Моник. Эд оказывается непробиваемым недотёпой и только травмирует Роксану. Попутно Моник разочаровывается в Декстере, когда узнает, какой несправедливый договор он подсунул Эду.
Эд и Декстер случайно обнаруживают, что мясо из «Мондо гамбургера» не ест даже бродячая собака. Они маскируются и проникают на кухню к конкурентам, где обнаруживают, что мясо там для увеличения в объёме смешивают с запрещённым вредным химикатом. Курт Бозвелл, владелец «Мондо гамбургера», используя свои связи, чтобы сдать Эда и Декстера в сумасшедший дом, а сам со своими подручными проникает на кухню «Отличного гамбургера», чтобы отравить их соус. Им пытается помешать пожилой сотрудник Отис, но его также отправляют в сумасшедший дом.
Эду и Декстеру удаётся сбежать из сумасшедшего дома. Они снова отправляются в «Мондо гамбургер», чтобы выкрасть вредный химикат и передать его полиции. Эд невольно выливает весь химикат в мясо, и оно начинает взрываться, разрушая кафе. Прибывает полиция, которая арестовывает Курта Бозвелла. Декстер выплачивает некоторую часть своего долга мистеру Уиту и разрывает несправедливый контракт, который он заключил с Эдом.

## В ролях
- Кинан Томпсон — Декстер Рид
- Кел Митчелл — Эд
- Эйб Вигода — Отис
- Дэн Шнайдер — мистер Бейли
- Шар Джексон — Моник
- Ян Швайтерман — Курт Бозвелл
- Линда Карделлини — Хизер
- Синбад — мистер Уит
- Рон Лестер — Спэтч
- Джош Сервер — Физз
- Джинни Шрайбер — Диди
- Шакил О’Нил — играет себя
- Джордж Клинтон — сумасшедший
- Роберт Вул — злой клиент
- Кармен Электра — Роксана
- Маркус Хьюстон — Джейк
- Дж. Аугуст Ричардс — Гриффин
- Хэмилтон фон Уоттс — Трой
- Флойд Левайн — мороженщик
- Лори Бет Денберг — Конни Малдун
- Кармит Бачар — сумасшедшая

## Приём
При бюджете в $8.5 млн фильм собрал в прокате $24 млн. От критиков фильм получил смешанные отзывы. На сайте Rotten Tomatoes его рейтинг «свежести» составляет 33 % на основе 45 рецензий. На Metacritic у фильма 41 балл из 100 на основе мнения 17 критиков.
Леонард Клади из Variety отметил образ Эда, которого сыграл Кел Митчелл. Эд — персонаж американской драматической традиции, этакий деревенский простак, который отправляется в большой город и побеждает тех, кто хочет его эксплуатировать. Его честность и неподкупность превалируют над жадностью и коррупцией вокруг него. По мнению кинокритика Роджера Эберта это невинный добродушный фильм, но находящийся в рамках детской аудитории и неспособный понравиться взрослым зрителям. Эберт поставил фильму 2 звезды из 4, но отметил, что его оценка была бы выше, если бы он был ребёнком.
С течением времени фильм приобрёл культовый статус и спустя четверть века в 2023 году на Paramount+ было выпущено его продолжение «Отличный гамбургер 2».

## Саундтрек
Альбом с саундтреком был выпущен 15 июля 1997 года на лейбле Capitol Records и состоял из смеси хип-хопа, R&B и рок-музыки.
| №                   | Название                           | Исполнитель                                    | Длительность |
| ------------------- | ---------------------------------- | ---------------------------------------------- | ------------ |
| 1.                  | «All I Want»                       | 702                                            | 4:00         |
| 2.                  | «That’s the Way (It’s Goin’ Down)» | Mint Condition                                 | 4:06         |
| 3.                  | «I’ll Be There for You»            | Tracie Spencer                                 | 5:22         |
| 4.                  | «Keep On»                          | The Pharcyde                                   | 4:12         |
| 5.                  | «Friends»                          | Warren G                                       | 4:04         |
| 6.                  | «We’re All Dudes»                  | Less Than Jake and Kel Mitchell                | 2:34         |
| 7.                  | «Man»                              | The Presidents of the United States of America | 3:19         |
| 8.                  | «So-Cal V8»                        | Redd Kross                                     | 2:35         |
| 9.                  | «Do Fries Go with That Shake?»     | Trulio Disgracias and De La Soul               | 4:12         |
| 10.                 | «(Not The) Greatest Rapper»        | 1000 Clowns                                    | 3:53         |
| 11.                 | «Roxanne»                          | Spearhead                                      | 3:51         |
| 12.                 | «Knee Deep (The Deeper Mix)»       | George Clinton and Digital Underground         | 4:24         |
| Общая длительность: | Общая длительность:                | Общая длительность:                            | 46:31        |